# Cantigny
Cantigny est une commune française située dans le département de la Somme en région Hauts-de-France.

## Géographie

### Localisation
Cantigny est un village picard de l'Amiénois.
À vol d'oiseau, la localité est située à 6 km au nord-ouest de Montdidier, 29 km au sud-est d'Amiens, 37 km au nord-ouest de Compiègne, 38 km au nord-est de Beauvais.
Le territoire de la commune est limitrophe de ceux de trois communes.
Les communes limitrophes sont  Fontaine-sous-Montdidier, Grivesnes et Villers-Tournelle.

### Nature du sol et du sous-sol
Le sol et le sous-sol de la commune de Cantigny sont de formation crétacée, essentiellement composées de couches argileuses du limon des plateaux, au nord et au sud-ouest. Au-dessous, se trouve le tuf à silex allant de l'est à l'ouest, en passant par le village. Au sud, on rencontre la craie blanche puis la craie marneuse sur les pentes, dans la vallée.

### Relief, paysage, végétation
Au nord, Cantigny est située sur le rebord d'un plateau qui s'abaisse assez brusquement sur une petite vallée sèche qui traverse la commune d'ouest en est. Le sol se relève ensuite jusqu'à atteindre 100 m d'altitude vers le sud et s'abaisser encore à la limite sud du territoire.
Point culminant le la commune 111 m, point le plus bas 65 m.

### Hydrographie
La commune est située dans le bassin Artois-Picardie. Elle n'est drainée par aucun cours d'eau.

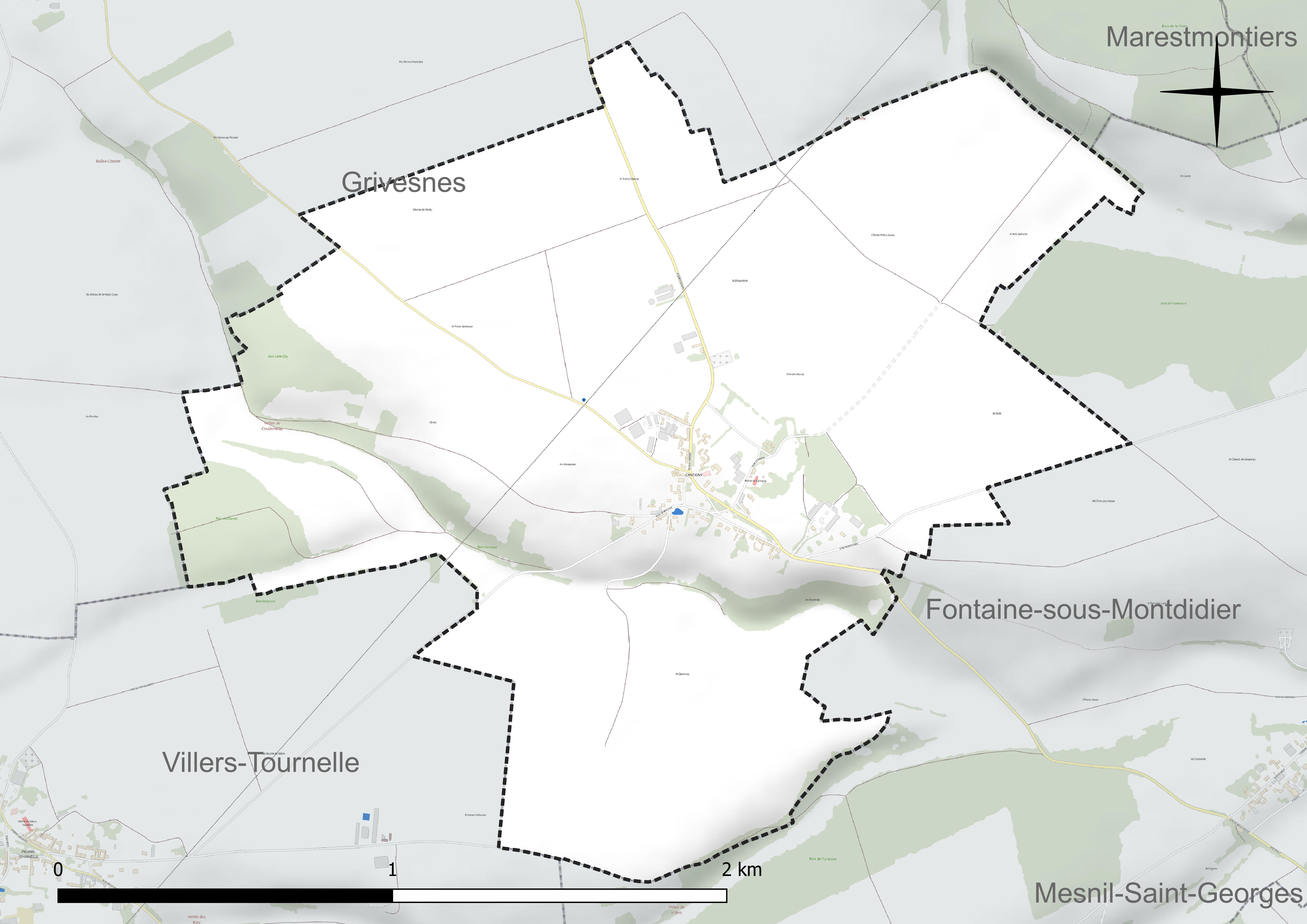
Réseau hydrographique de Cantigny.

### Climat
Pour des articles plus généraux, voir Climat des Hauts-de-France et Climat de la Somme.
En 2010, le climat de la commune est de type climat océanique dégradé des plaines du Centre et du Nord, selon une étude du CNRS s'appuyant sur une série de données couvrant la période 1971-2000. En 2020, Météo-France publie une typologie des climats de la France métropolitaine dans laquelle la commune est exposée à un climat océanique et est dans la région climatique Nord-est du bassin Parisien, caractérisée par un ensoleillement médiocre, une pluviométrie moyenne régulièrement répartie au cours de l'année et un hiver froid (3 °C).
Pour la période 1971-2000, la température annuelle moyenne est de 10,4 °C, avec une amplitude thermique annuelle de 14,4 °C. Le cumul annuel moyen de précipitations est de 695 mm, avec 11,4 jours de précipitations en janvier et 8,2 jours en juillet. Pour la période 1991-2020, la température moyenne annuelle observée sur la station météorologique la plus proche, située sur la commune de Godenvillers à 9 km à vol d'oiseau, est de 11,1 °C et le cumul annuel moyen de précipitations est de 701,9 mm,. Pour l'avenir, les paramètres climatiques de la commune estimés pour 2050 selon différents scénarios d'émission de gaz à effet de serre sont consultables sur un site dédié publié par Météo-France en novembre 2022.

## Urbanisme

### Typologie
Au 1er janvier 2024, Cantigny est catégorisée commune rurale à habitat dispersé, selon la nouvelle grille communale de densité à sept niveaux définie par l'Insee en 2022.
Elle est située hors unité urbaine. Par ailleurs la commune fait partie de l'aire d'attraction de Montdidier, dont elle est une commune de la couronne,. Cette aire, qui regroupe 23 communes, est catégorisée dans les aires de moins de 50 000 habitants,.

### Occupation des sols
L'occupation des sols de la commune, telle qu'elle ressort de la base de données européenne d'occupation biophysique des sols Corine Land Cover (CLC), est marquée par l'importance des territoires agricoles (99,4 % en 2018), en augmentation par rapport à 1990 (86,4 %). La répartition détaillée en 2018 est la suivante : 
terres arables (77,6 %), zones agricoles hétérogènes (21,8 %), forêts (0,6 %). L'évolution de l'occupation des sols de la commune et de ses infrastructures peut être observée sur les différentes représentations cartographiques du territoire : la carte de Cassini (XVIIIe siècle), la carte d'état-major (1820-1866) et les cartes ou photos aériennes de l'IGN pour la période actuelle (1950 à aujourd'hui).

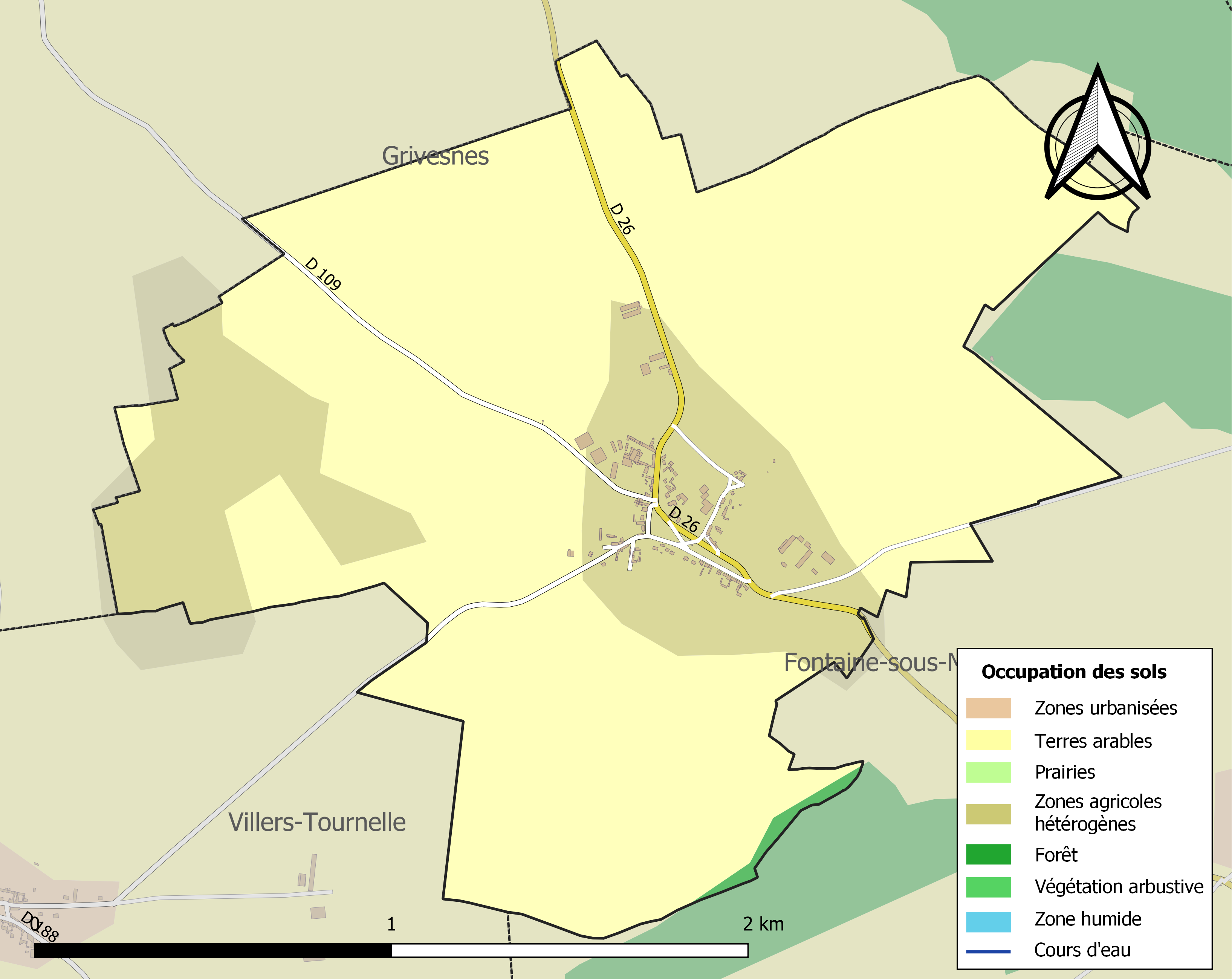
Carte des infrastructures et de l'occupation des sols de la commune en 2018 (CLC).

## Toponymie
On rencontre plusieurs formes pour désigner Cantigny dans les textes anciens : Cantennis en 1144, Cantegnii en 1163, Cantegniis en 1164, Cantegnioe, Cantaigni, Cantignies en 1234, Categnies, Cantegnies, Canthignies, Cantigny en 1707.

## Histoire

### Préhistoire
Cantigny a connu une occupation humaine dès le paléolithique, on a retrouvé des silex taillés sur le territoire communal.

### Antiquité
Pas de vestige ni de source écrite.

### Moyen Âge
Au XIIIe siècle, il existait un fief nommé Cantigny-le-Rôti où se situait la maison seigneuriale dépendant du seigneur de Framicourt.

### Époque moderne
- En 1636, les Espagnols furent battus près de Cantigny par la garnison de Montdidier.
- En 1652, Cantigny possédait une église et un curé[5].

### Époque contemporaine

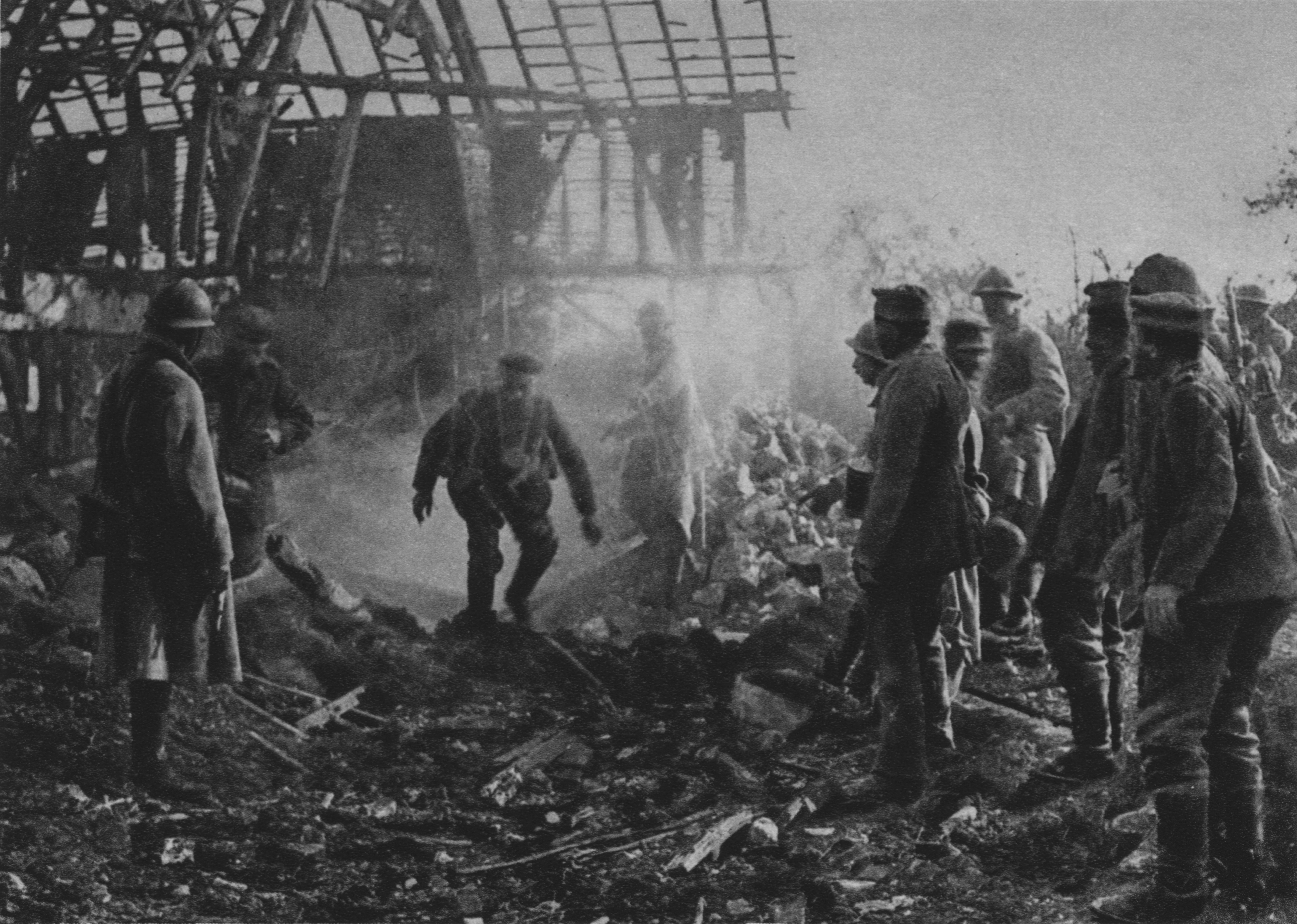
Cantigny, 28 mai 1918.

- En 1791, la commune possédait une école.
- Le 22 vendémiaire an IV, le citoyen Lesot fut reçu maître d'école.
- En 1805, la commune payait un loyer de 25 francs pour le logement du maître d'école.
- En 1814-1815, la commune fut occupée par les troupes britanniques et prussiennes et la population subit pendant dix-huit mois des réquisitions.
- Le 28 juin 1818, un incendie détruisit vingt maisons dans le village.
- En 1870-1871, la commune subit trois mois d'occupation prussienne. Huit jeunes gens de la commune combattirent pendant l'année terrible, l'un d'entre eux fut tué sous les murs de Paris[5].
- En 1918, les Américains participèrent à la bataille de Cantigny du 28 au 31 mai 1918. Ce fut là leur premier engagement majeur de la Grande Guerre. Plus de 1 000 soldats américains ont été mis hors de combat durant cette bataille, 199 sont morts. Ces soldats sont enterrés au cimetière américain de la Somme à Bony dans l'Aisne.

## Politique et administration
| Période                                  | Période                     | Identité         | Étiquette | Qualité                                 |
| ---------------------------------------- | --------------------------- | ---------------- | --------- | --------------------------------------- |
| Les données manquantes sont à compléter. |                             |                  |           |                                         |
| mars 2001                                | 2014                        | Benoît De Weirdt |           | Agriculteur                             |
| mars 2014                                | En cours (au 1er juin 2020) | Noël Bauwens     |           | Retraité Réélu pour le mandat 2020-2026 |

## Population et société

### Démographie
L'évolution du nombre d'habitants est connue à travers les recensements de la population effectués dans la commune depuis 1793. Pour les communes de moins de 10 000 habitants, une enquête de recensement portant sur toute la population est réalisée tous les cinq ans, les populations de référence des années intermédiaires étant quant à elles estimées par interpolation ou extrapolation. Pour la commune, le premier recensement exhaustif entrant dans le cadre du nouveau dispositif a été réalisé en 2006.

En 2022, la commune comptait 110 habitants, en évolution de −5,17 % par rapport à 2016 (Somme : −1,26 %, France hors Mayotte : +2,11 %).
| 1793 | 1800 | 1806 | 1821 | 1831 | 1836 | 1841 | 1846 | 1851 |
| ---- | ---- | ---- | ---- | ---- | ---- | ---- | ---- | ---- |
| 194  | 196  | 181  | 197  | 219  | 207  | 216  | 211  | 218  |

| 1856 | 1861 | 1866 | 1872 | 1876 | 1881 | 1886 | 1891 | 1896 |
| ---- | ---- | ---- | ---- | ---- | ---- | ---- | ---- | ---- |
| 196  | 210  | 205  | 194  | 166  | 173  | 170  | 141  | 150  |

| 1901 | 1906 | 1911 | 1921 | 1926 | 1931 | 1936 | 1946 | 1954 |
| ---- | ---- | ---- | ---- | ---- | ---- | ---- | ---- | ---- |
| 150  | 162  | 141  | 91   | 133  | 106  | 102  | 102  | 94   |

| 1962 | 1968 | 1975 | 1982 | 1990 | 1999 | 2006 | 2011 | 2016 |
| ---- | ---- | ---- | ---- | ---- | ---- | ---- | ---- | ---- |
| 110  | 117  | 116  | 123  | 131  | 124  | 117  | 105  | 116  |

| 2021 | 2022 | - | - | - | - | - | - | - |
| ---- | ---- | - | - | - | - | - | - | - |
| 110  | 110  | - | - | - | - | - | - | - |

### Enseignement
Les communes de Cantigny et Buire-Courcelles gèrent l'enseignement primaire au sein d'un regroupement pédagogique intercommunal.

## Économie
L'agriculture est l'activité dominante de la commune.

## Culture locale et patrimoine

### Lieux et monuments
- Église de la Nativité-de-la-Vierge reconstruite après 1918.
- Trois monuments ont été érigés à Cantigny pour rappeler la participation des troupes américaines à la bataille de Cantigny :
  - le monument américain (Cantigny American Monument) sous la forme d'une haute borne quadrangulaire est situé sur la place du village ;
  - le monument à la 1re division américaine (Big red one), représentant un aigle aux ailes non déployées sur un socle, est situé à l'extérieur du village sur la route de Fontaine-sous-Montdidier ;
  - le monument au 28e régiment d'infanterie américaine sous la forme une statue d'un soldat américain aux aguets, un Doughboy a été dressée, en 2007, à quelques mètres du monument à la 1re division.
- Dans le cimetière, une croix a été érigée en guise de mémorial pour les victimes des deux guerres. Elle a été sculptée par Ansart et Sueur[26].

### Personnalités liées à la commune
- François-Bernard du Puich, seigneur du Quesnoy et de Cantigny est lieutenant général des ville et bailliage d'Hesdin. il reçoit le 8 mai 1683 une sentence reconnaissant son état de noblesse[27].
- George C. Marshall, futur chef d'état-major de l'armée américaine durant la Seconde Guerre mondiale puis Secrétaire à la Défense et aux Affaires étrangères des États-Unis, initiateur du plan Marshall, combattit à Cantigny.
- Robert R. McCormick, soldat américain ayant pris part à la prise  de Cantigny le 28 mai 1918. Il est devenu, après la guerre, un célèbre éditeur de presse aux États-Unis[28].

## Pour approfondir